# Tschabua Amiredschibi

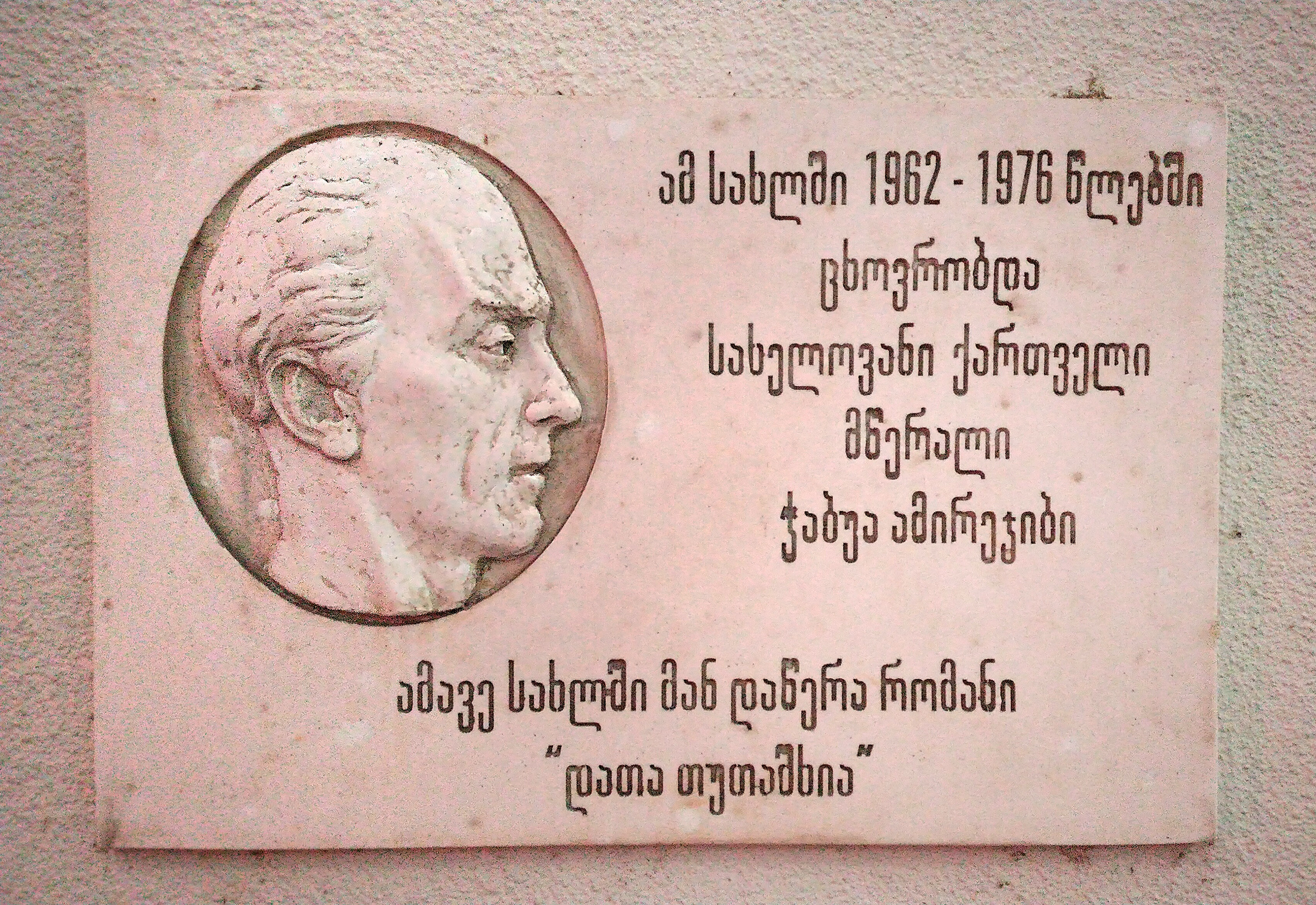
Erinnerungstafel für Tschabua Amiredschibi in Tiflis (Foto 2023)

Tschabua Amiredschibi (georgisch ჭაბუა ამირეჯიბი; eigentlich Msetschabuk Amiredschibi, georgisch მზეჭაბუკ ამირეჯიბი; * 18. November 1921 in Tiflis; † 12. Dezember 2013 ebenda) war ein georgischer Schriftsteller.  Der Dissident verbrachte 15 Jahre in sowjetischen Gefängnissen. Sein Hauptwerk ist der Roman Data Tutaschchia.

## Leben
Seine Eltern wurden während des Großen Terrors verhaftet. Sein Vater wurde 1938 erschossen, seine Mutter in ein Arbeitslager des Gulag gesperrt. Während des Zweiten Weltkriegs wurde er zur Roten Armee eingezogen, aber bald darauf wegen seiner verurteilten Eltern wieder entlassen.
Er beteiligte sich an anti-sowjetischen Aktivitäten, wurde Mitglied der oppositionellen Untergrundorganisation Tetri Giorgi. Im April 1944 wurde er verhaftet und wegen der Planung eines Anschlags zu 25 Jahren Strafhaft in Sibirien verurteilt. Nach 15 Jahren im Gefängnis, drei Ausbruchsversuchen und zwei Todesurteilen, wurde er 1959 rehabilitiert.
Er begann zu schreiben. 1962 veröffentlichte er die Kurzgeschichten-Sammlung Gsa (dt. Die Straße). 1963 folgte Tschemi medschghane bidsa (dt. Mein Radaumacher-Onkel), 1964 Charis aghsareba (dt. Das Geständnis des Bullen), 1965 Giorgi Burduli.
Sein bedeutendstes Werk war der 1971 bis 1975 veröffentlichte Roman Data Tutaschchia, der 2018 auf Deutsch erschienen ist. Die Veröffentlichung in der Zeitschrift Ziskari wurde für den Autor und den Verlag zu einem sensationellen Erfolg. Sie konnte nur stattfinden, weil sich der damalige Generalsekretär der Kommunistischen Partei Georgiens, Eduard Schewardnadse, gegenüber der Zensur dafür einsetzte. Amiredschibi hatte den 700-Seiten-starken Roman bereits während seiner Strafhaft erdacht. Er handelt von einem georgischen Gesetzlosen in der Zarenzeit, kombiniert mit Thriller-Elementen und Dostojewskischer Handlung. Es geht um Schicksal, Moral und Unrecht. Vor allem aber verteidigt der Roman auf verdeckte Weise das Recht auf persönliche Freiheit und Kritik in einem repressiven politischen System.
Der Roman wird von dem russischen Polizeioffizier Fürst Szeged erzählt, der die Schilderung immer wieder an andere Personen abgibt. Er beschreibt das Leben des Banditen Tutaschchia, dem es jahrelang gelingt, der Polizei zu entkommen. Die wird von Tutaschchias Cousin, Muschni Zarandia, angeführt, einem unparteiischen und unbeirrbaren Beamten. Das Buch und seine spätere Verfilmung machten den Romanhelden Tutaschchia zu einem Volkshelden, der bis heute in Georgien sehr populär ist.
Amiredschibi unterstützte die Unabhängigkeitserklärung Georgiens im April 1991, wurde 1992 in das georgische Parlament gewählt. Der Tod seines ältesten Sohns im Abchasien-Krieg 1992/1993 warf ihn in eine tiefe Krise. 1995 veröffentlichte er den Roman Gora Mborgali (dt. Rasend). Er spielt in der Zeit der Sowjetunion nach 1978 und gründet auf den Erfahrungen des Autors im Gefängnis.

## Auszeichnungen
1992 wurde Amiredschibi mit dem Schota-Rustaweli-Staatspreis ausgezeichnet. Er erhielt verschiedene hohe zivile Orden Georgiens sowie russische und internationale Literaturpreise.